# Concerto pour violon no 2 de Piston
Pour les articles homonymes, voir Concerto pour violon no 2.
Le Concerto pour violon no 2 a été écrit par Walter Piston en 1959-1960.

## Historique
Le concerto est une commande de la Fondation Ford et du violoniste Joseph Fuchs à qui il est dédié. Fuchs l'a créé le 28 octobre 1960, avec l'Orchestre symphonique de Boston dirigé par William Steinberg.

## Structure
Le concerto se compose de trois mouvements :
1. Moderato
2. Adagio
3. Allegro

L'interprétation dure environ 25 minutes.